# Australoheros
Australoheros – rodzaj ryb z podrodziny Cichlinae w obrębie rodziny pielęgnicowatych (Cichlidae), zaliczany do plemienia Heroini. Rodzaj został utworzony w wyniku rewizji taksonomicznej w roku 2006.

## Występowanie
Występują w mniejszych rzeczkach i strumieniach w południowo-wschodniej Brazylii, Paragwaju, Urugwaju i północno-wschodniej Argentynie.

## Morfologia
Dorastają do 10–15 cm długości, z wyjątkiem jednego (Australoheros facetus), który osiąga 20 cm.

## Klasyfikacja
Gatunki zaliczane do tego rodzaju:
| - Australoheros acaroides (Hensel, 1870) - Australoheros angiru Říčan, Piálek, Almirón & Casciotta, 2011 - Australoheros charrua Říčan & Kullander, 2008 - Australoheros facetus (Jenyns, 1842) – pielęgnica chanchito, pielęgnica czanczito - Australoheros forquilha Říčan & Kullander, 2008 - Australoheros guarani Říčan & Kullander, 2008 - Australoheros ipatinguensis Ottoni & Costa, 2008 - Australoheros kaaygua Casciotta, Almirón & Gómez, 2006 - Australoheros mboapari Lucena, Kullander, Norén & Calegari, 2023 | - Australoheros minuano Říčan & Kullander, 2008 - Australoheros oblongus (Castelnau, 1855) - Australoheros ribeirae Ottoni, Oyakawa & Costa, 2008 - Australoheros ricani Lucena, Kullander, Norén & Calegari, 2023 - Australoheros sanguineus Ottoni, 2013 - Australoheros scitulus (Říčan & Kullander, 2003) - Australoheros tembe (Casciotta, Gómez & Toresanni, 1995) - Australoheros ykeregua Říčan, Piálek, Almirón & Casciotta, 2011 |